# Zhang Jin (Badminton)
Zhang Jin (chinesisch 张瑾, Pinyin Zhāng Jǐn; * 9. Mai 1972) ist eine ehemalige Badmintonspielerin aus der Volksrepublik China.

## Karriere
Zhang Jin gewann beide 1995 Silber bei der Badminton-Asienmeisterschaft im Mixed mit Jiang Xin. Die Indonesia Open 1994 gewannen beide. Im Damendoppel mit Peng Xinyong siegte Zhang Jin 1994 bei den German Open, Dutch Open und Brunei Open. 1996 holte sie sich zwei Titel bei den Vietnam Open.

## Sportliche Erfolge
| Saison    | Veranstaltung      | Disziplin   | Platz | Name                      |
| --------- | ------------------ | ----------- | ----- | ------------------------- |
| 1993      | Hong Kong Open     | Damendoppel | 3     | Tang Yongshu / Zhang Jin  |
| 1993/1994 | German Open        | Damendoppel | 1     | Peng Xinyong / Zhang Jin  |
| 1994      | Dutch Open         | Damendoppel | 1     | Peng Xingyong / Zhang Jin |
| 1994      | Brunei Open        | Damendoppel | 1     | Peng Xingyong / Zhang Jin |
| 1994      | Indonesia Open     | Mixed       | 1     | Jiang Xin / Zhang Jin     |
| 1995      | Asienmeisterschaft | Mixed       | 2     | Jiang Xin / Zhang Jin     |
| 1996      | Vietnam Open       | Damendoppel | 1     | Peng Xingyong / Zhang Jin |
| 1996      | Vietnam Open       | Mixed       | 1     | Liu Yong / Zhang Jin      |